# 狐の呉れた赤ん坊
『狐の呉れた赤ん坊』（きつねのくれたあかんぼう）は、1945年（昭和20年）11月8日公開の日本映画である。大映製作。監督・脚本は丸根賛太郎、主演は阪東妻三郎。モノクロまたはパートカラー、スタンダード、85分。初回興行は富士館。映倫番号はA-244。

## 概要
阪東妻三郎の戦後第一回主演作品。GHQにより封建主義の表現を控えるように指示があったため、チャップリンの『キッド』を彷彿とさせる人情喜劇に仕上がった。阪東妻三郎の演技の新境地ならびに新しい時代劇の方向を示したと注目された。山田洋次は『山田洋次監督が選んだ日本の名作100本』で100本のうちの1本に選出している。
1961年に東映で監督深田錦之助、主演近衛十四郎で『無法者の虎』の題名でもリメイク（脚本はオリジナル版を使用）。
1971年（昭和46年）、同じ大映で監督三隅研次、主演勝新太郎でリメイク（脚本はオリジナル版を使用）、
何度かテレビドラマ版も作られ1981年には、フジテレビ）。主役をオリジナル版の阪東妻三郎の実子である田村高廣が務めた。

## あらすじ
大井川の川越し人足で乱暴者の寅八は、街道筋に狐が出ると聞き、退治に行く。しかしそこで捨て子を拾い、育てる羽目に。それから七年、実の父子のように暮らす二人だったが、実はその子供はある大名の妾の子だった……。

## スタッフ
- 製作：清水龍之助[2][3]
- 企画：松山英夫
- 監督：丸根賛太郎
- 原作：谷口善太郎/丸根賛太郎[2][3][4]
- 脚色：丸根賛太郎
- 撮影：石本秀雄
- 美術：川村鬼世志[3][4]
- 録音：金村利一[3][4]
- 音楽：西梧郎[3][4]

## キャスト
- 張子の寅八 - 阪東妻三郎
- おとき - 橘公子
- 辰羅門（へちまの辰） - 羅門光三郎
- 佛の六助 - 寺島貢
- 猪の太平 - 谷讓二
- 丑五郎 - 光岡龍三郎
- 蜂左衛門 - 見明凡太朗
- 賀太野山 - 阿部九洲男
- 甚兵衛 - 藤川準
- 久右衛門 - 水野浩
- 松屋容齋 - 原健作
- 笹井正庵 - 阪東太郎
- 鎌田大学 - 荒木忍
- 齋田金十郎 - 津島慶一郎
- 勝谷英之進 - 原聖四郎
- 三歳の善太 - 原タケシ
- 七歳の善太 - 沢村マサヒコ（津川雅彦）

## リメイク版

### テレビドラマ

#### 1960年のテレビドラマ
日本テレビのナショナルゴールデン劇場で放送されたスペシャルドラマ『狐のくれた赤ん坊』1960年8月31日放送。	
- 出演：榎本健一、鳳八千代、三国一朗、上田吉二郎
- 原作：丸根賛太郎

#### 1962年のテレビドラマ
NHK総合の浪曲ドラマ枠『狐の呉れた赤ん坊』で1962年10月3日から31日まで放送。全5回。
- 主な出演：河津清三郎、森健二、宇治みさ子、田村保、（口演：木村若衛）
- 原作：丸根賛太郎
- 音楽：小川寛興

#### 1964年のテレビドラマ
日本テレビの日産スター劇場で放送されたスペシャルドラマ『狐のくれた赤ん坊』1964年8月8日放送。
- 出演：ハナ肇、南道郎、中原早苗、進藤英太郎、須藤健、江見俊太郎、柳谷寛、里井茂、宇佐美淳也、杉山直
- 脚本：丸根賛太郎
- 演出：河野和平

#### 1981年のテレビドラマ
フジテレビの時代劇スペシャル『狐のくれた赤ん坊』1981年10月23日放送。オリジナル版主演の阪東妻三郎の長男である田村高廣が主演を務めている。
脚本は新たに窪田篤人によって書き下ろされており映画とは若干内容が違うが、オリジナル版の監督である丸根賛太郎が監修に当たっている。
- 原作・監修：丸根賛太郎
- 脚本：窪田篤人
- 監督：松島稔
- 助監督：崎田憲一
- 制作：ユニオン映画

- 出演 :田村高廣（張り子の寅八）、浜木綿子。伴淳三郎、加藤武、山田吾一、加藤嘉、林泰文、丹古母鬼馬二、田中哲也、津村隆、金子研三、団巌、福岡正剛、川辺久造、小瀬格、金内喜久夫、梅津栄、宮井えりな、小野川公三郎、岩城力也、三木敏彦、西田昭市

### 映画

#### 1961年の映画
『無法者の虎』の名で1961年7月30日公開。東映製作。

##### スタッフ
- 監督：深田金之助
- 脚本：丸根賛太郎
- 企画：神戸由美
- 撮影：森常次
- 美術：角井博
- 音楽：小沢秀夫
- 録音：安田俊一
- 照明：岡田耕二
- 編集：細谷修三

##### キャスト
- 張子の寅八 - 近衛十四郎
- 善太 - 山崎二郎
- おとき - 北沢典子
- 丑五郎 - 田中春男
- 蜂左衛門 - 北龍二
- 鎌田大学 - 香川良介
- 甚兵衛 - 伊東亮英
- 久左衛門 - 有馬宏治
- 佐吾兵衛 - 熊谷武
- へちまの辰 - 菅貫太郎
- ほとけの六助 - 本郷秀雄
- 猪の大平 - 香住佐久良夫
- いがみの平次 - 阿波地大輔
- 松屋容斉 - 汐路章
- 医者 - 池田富保
- チョボ熊 - 雲井三郎
- お春 - 円山栄子
- およね - 花村菊枝
- 松平対島守 - 関根永三郎
- 勝谷栄之進 - 中村竜三郎
- 賀太野山 - 坂東好太郎

#### 1971年の映画
『狐のくれた赤ん坊』は1971年5月29日公開。大映製作。

##### スタッフ
- 監督：三隅研次
- 原作：谷口善太郎/丸根賛太郎
- 脚色：丸根賛太郎
- 撮影：牧浦地志
- 美術：内藤昭
- 録音：林土太郎
- 音楽：鏑木創

##### キャスト
- 張り子の寅八: 勝新太郎
- おとき: 大谷直子
- 馬方丑五郎: 中谷一郎
- 勝谷栄之進: 岸田森
- 大黒屋蜂左ヱ門: 藤原釜足
- 浪華屋甚兵ヱ: 田武謙三
- 善太: 香川雅人

## 書籍
- 『日本カルト映画全集 狐の呉れた赤ん坊』円尾敏郎編（1996年、ISBN 4948735469）